# Буллет-тайм
Буллет-тайм (англ. Bullet time, дословно — «время пули») — техника комбинированной съёмки, которая используется для создания на экране иллюзии «заморозки» времени, то есть движения съёмочной камеры и зрителя вокруг застывшего объекта, в реальности быстро двигающегося, например в момент прыжка или падения.
Применяется в кинематографе и компьютерных играх, а известность получил благодаря фильму «Матрица», где использован во многих сценах. Этому фильму эффект обязан названием, поскольку фиксирует движение актёров с замедлением, характерным для высокоскоростной киносъёмки. По этой же причине приём иногда называют эффект Матрицы.

## Историческая справка
Впервые технология съёмки движения несколькими фотоаппаратами была реализована задолго до изобретения кинематографа. В 1878 году фотограф Эдвард Мэйбридж осуществил успешную хронофотографическую съёмку скачущей лошади. Для этого вдоль беговой дорожки были установлены 12 фотоаппаратов, затворы которых поочерёдно запускались по мере движения лошади, и в результате каждая из камер фиксировала свою фазу движения. Съёмка предназначалась для разрешения пари между бывшим губернатором Калифорнии Лиландом Стэнфордом и его приятелями.
Своим дальнейшим развитием технологии высокоскоростной съёмки обязаны профессору Массачусетского технологического института Гарольду Эджертону, которому в 1940-х годах с помощью разрядов ксеноновой лампы удалось зафиксировать полёт пули. Первая попытка «заморозить» движение в постановочном кинематографе относится к фильму «Зольц!» 1962 года. Персонаж этой картины профессор Джонатан Джонс останавливает пулю с помощью амулета и магического слова «Зольц». Однако, технически в то время приём не мог быть осуществлён, и вместо него использована анимация полёта пули. Современный вид эффекта был достигнут до того, как появилась возможность его практической реализации, и произошло это в рисованной мультипликации. В фильме 1966 года «Спиди-гонщик» есть сцены, где в определённой точке движение героя «замораживается», и камера облетает его вокруг, чтобы подчеркнуть важность момента.
Для живого изображения реальных актёров технология была впервые реализована продюсером видеоклипов Тимом Макмилланом, в 1990-х годах собравшим линейку из нескольких камер для получения эффекта «временно́го среза». В 1997 году он учредил в Великобритании компанию Time-Slice Films Ltd., создавшую видеоролик «Мёртвая лошадь», пародирующий опыты Мэйбриджа в новейшей интерпретации. После этого технология стала популярной у производителей музыкальных видеоклипов. В 1998 году эффект использовали в полнометражной картине «Блэйд» для демонстрации сверхчеловеческих способностей героя уворачиваться от летящих пуль. Однако, широкую известность спецэффект получил только через год после выхода фильма «Матрица», где был доведён до совершенства и скомбинирован с другими эффектными техниками. «Временной срез» часто симулируется в компьютерных играх (Enter the Matrix, The Matrix: Path of Neo, Max Payne, Max Payne 2: The Fall of Max Payne, Max Payne 3, Wanted: Weapons of Fate, El Matador, Sniper Elite V2).

## Технология
Эффект может быть получен заменой киносъёмочного аппарата комбинацией из нескольких десятков фотоаппаратов. Последние устанавливаются с минимальным интервалом на траектории предполагаемого «полёта» кинокамеры, а их затворы запускаются по очереди дистанционно. Полученный набор одиночных снимков соединяется в видеопоследовательность, создавая иллюзию непрерывного перемещения точки съёмки по цепочке фотоаппаратов. В случае одновременного срабатывания затворов, на полученном видео виртуальная камера «облетает» неподвижный объект, а при последовательном срабатывании вся сцена движется одновременно с перемещением камеры. В последнем случае скорость движения объекта зависит от интервала между спуском затворов соседних камер и может варьироваться от нормальной до замедленной, как при высокоскоростной киносъёмке. В самом начале и конце всей цепочки вместо фотоаппаратов могут устанавливаться кинокамеры, фиксирующие движение с неподвижных точек. В этом случае кадр составляется из отрезка киноплёнки, снятого в начале траектории, последовательности одиночных кадров «облёта», и отрезка киноплёнки, снятого после его окончания. На экране это выглядит, как один непрерывный кадр, в середине которого камера «летит» вокруг замороженного в прыжке актёра.
При съёмках соответствующих сцен в «Матрице» траектория движения виртуальной камеры была заранее рассчитана с помощью компьютерной визуализации. В соответствии с расчётной траекторией изготовлен совпадающий с её формой риг, на который закрепили 120 фотоаппаратов. Для совпадения кадрировки соседних камер их положение с высокой точностью отрегулировано по лазерному указателю, а вместо фона установлен «синий экран». Во время съёмки затворы фотоаппаратов дистанционно запускались через очень короткие интервалы для получения сильного замедления движения персонажей на экране. Сосканированные с плёнки фотокадры были обработаны, и дополнены сгенерированными компьютером промежуточными фазами для повышения плавности движения и дополнительного замедления. Распространение цифровых фотоаппаратов упростило и удешевило технологию, избавив от лабораторной обработки фотоплёнки.